# Mladkov (Boskovice)

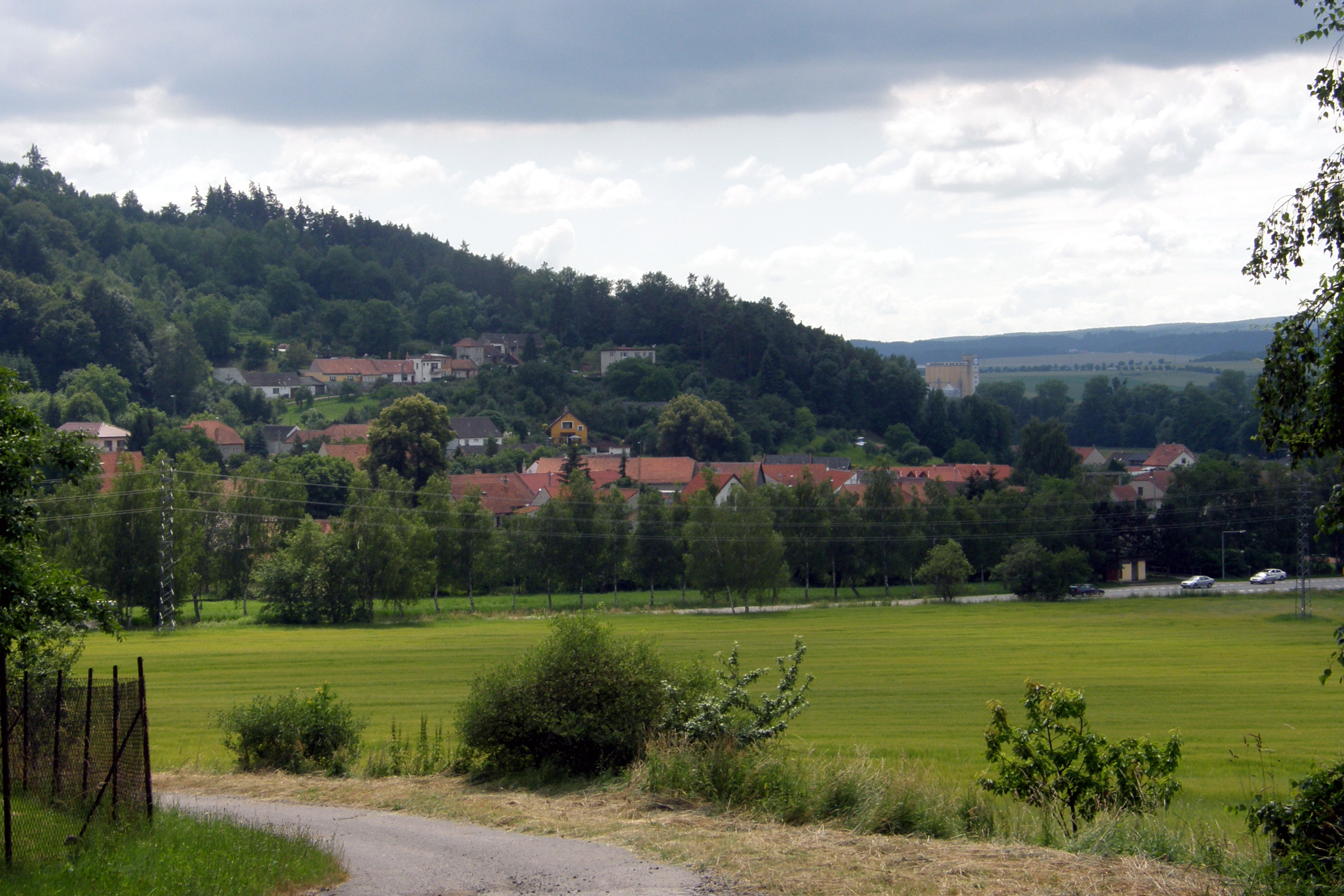
Blick von Nordosten auf Mladkov

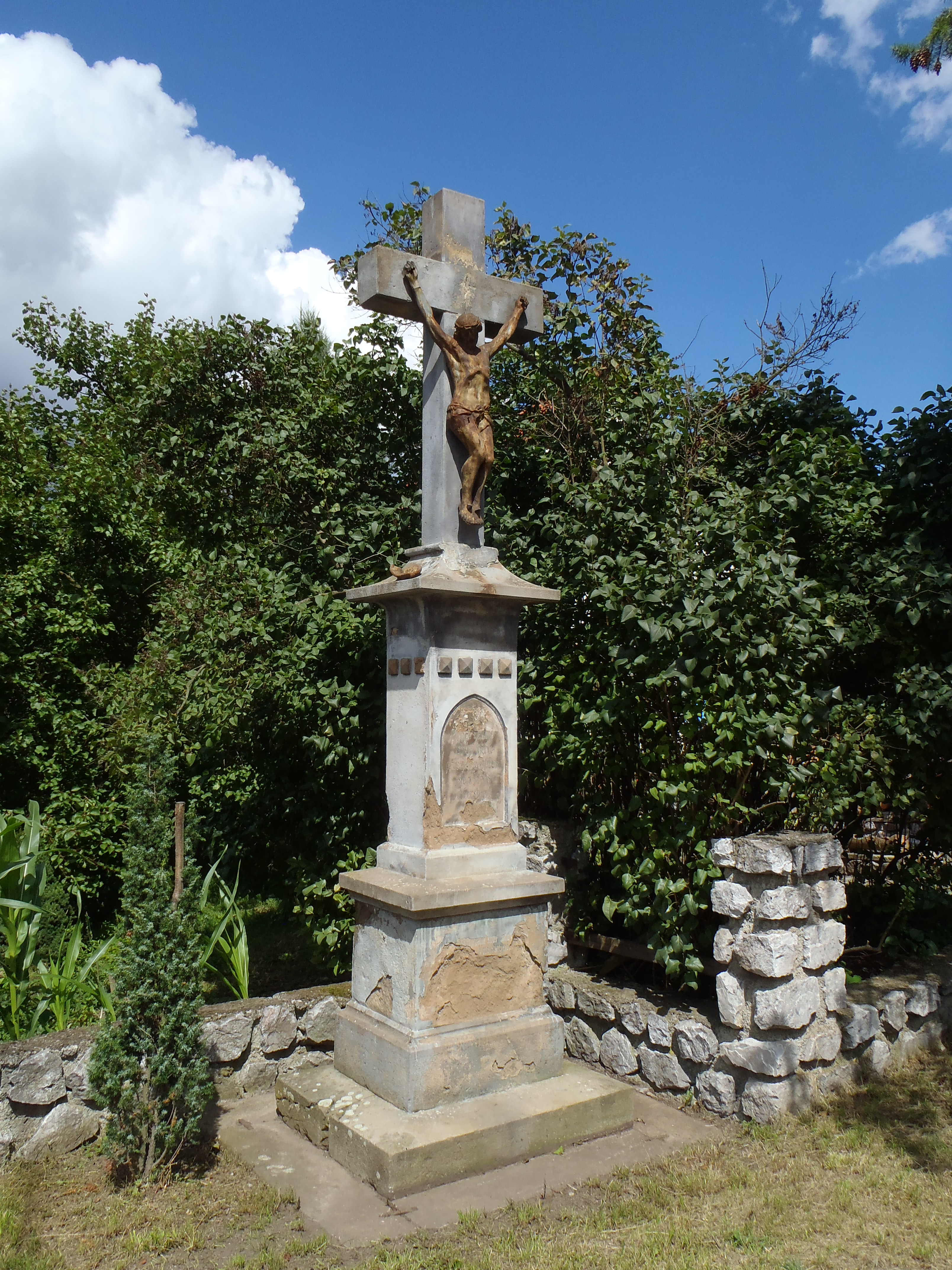
Kreuz beim Haus Nr. 90

Mladkov (deutsch Mlatkow, 1939–45 Mlatkau) ist ein Ortsteil der Stadt Boskovice in Tschechien. Er liegt drei Kilometer westlich von Boskovice und gehört zum Okres Blansko.

## Geographie
Der Rundling Mladkov befindet sich linksseitig der Svitava an der Einmündung des Baches Mladkovský potok in der Boskowitzer Furche. Nordöstlich erheben sich die Skalka (431 m n.m.) und der Habří (451 m n.m.), im Osten der Hradský kopec (487 m n.m.) und der Srák (457 m n.m.), südöstlich die Rovná (446 m n.m.) und im Süden die Úlehle (427 m n.m.). Am nördlichen Ortsrand verläuft die Staatsstraße II/150 zwischen Boskovice und Sebranice, westlich die Bahnstrecke Brno–Česká Třebová. Einen reichlichen Kilometer westlich und nördlich liegen die Dämme und Brücken der unvollendeten Reichsautobahn Wien–Breslau, auf deren Trasse die Autobahn 43 entstehen soll. Gegen Süden erstreckt sich das Wildgehege Rovná.
Nachbarorte sind Míchov im Norden, Chrudichromy im Nordosten, Boskovice im Osten, Pilský Dvůr und Újezd u Boskovic im Südosten, Lhota Rapotina und Jabloňany im Süden, Skalice nad Svitavou im Südwesten, Voděrady und Vaculka im Westen sowie Svitávka im Nordwesten.

## Geschichte
Die erste urkundliche Erwähnung erfolgte im Jahre 1418, als Heralt und Jiřík von Kunstadt auf Boskowitz den Hof und das Dorf Mladkov an Staněk von Nesměř verkauften. Später nannte sich Dorota von Mladkov nach dem Gut; sie war mit den Vladiken von Lhota Rapotina verwandt und ist bis 1466 nachweislich. Im Jahre 1512 nahm Salomena von Lhota ihren Ehemann Jan Dubčanský von Zdenín in Gütergemeinschaft auf die Güter Mladkow, Habrowan und Chrudichrom auf. Jan von Zdenín befreite 1525 die Bewohner von Mladkow vom Heimfall. Die Gründe des Chrudichromer Hofes und die Wiese Břízka verkaufte er 1528 an Jakob von Mladkow. Zwei Jahre später veräußerte Salomena von Lhota die Dörfer Chrudichrom und Mladkow an Jan Hartmann von Mladkow. 1536 wurden außerdem die Eheleute Jan Hejtmánek von Mladkow und Markéta geborene von Želetava erwähnt. Jan Hartmann von Mladkow verkaufte das Gut im Jahre 1539 an den Besitzer der Herrschaft Boskowitz, Christoph von Boskowitz. Dieser veräußerte 1547 die Burg Boskowitz mit allem Zubehör, darunter auch Mladkow, an Simon Eder von Sstiawnitz. Dessen Sohn Veit verkaufte die Herrschaft 1568 an Jaroš von Zástřizl. Dieser überließ dem Dorf 1569 gegen Ableistung jährlicher Frondienste einen Wald. Mit Johann Wenzel von Zástřizl erlosch das Geschlecht 1687 im Mannesstamme und wurde von den Grafen von Dietrichstein beerbt. Der nordwestlich des Dorfes gelegene Hof erlosch, erhalten blieb nur die Mühle. 1793 lebten in den 25 Häusern des Dorfes 172 Personen. Zu Beginn des 19. Jahrhunderts wurde im Armenhaus der Schulunterricht aufgenommen. Ab 1806 wurden die Kinder aus Mladkow, Chrudichrom und Skalitz in verschiedenen Häusern unterrichtet. 
Im Jahre 1834 bestand das im Brünner Kreis gelegene Dorf Mladkow aus 28 Häusern mit 199 mährischsprachigen Einwohnern, darunter einigen Protestanten H.B. Erwerbsquellen bildeten die Landwirtschaft und Forstarbeit. An der Zwittawa gab es eine Mühle. Pfarr- und Amtsort war Boskowitz. Bis zur Mitte des 19. Jahrhunderts blieb Mladkow der Allodialherrschaft Boskowitz untertänig.
Nach der Aufhebung der Patrimonialherrschaften bildete Mladkov / Mladkow ab 1850 eine Gemeinde im Gerichtsbezirk Boskowitz. Im selben Jahr errichtete die Gemeinde für 2803 Gulden ein Schulhaus für die einklassige Dorfschule. Der Boskowitzer Großgrundbesitz ging 1856 an die Freiherren von Mensdorff-Pouilly über. 1868 wurden die Kinder aus Chrudichromy nach Svitávka umgeschult. Ab 1869 gehörte Mladkov zum Bezirk Boskowitz; zu dieser Zeit hatte das Dorf 239 Einwohner und bestand aus 31 Häusern. In den 1870er Jahren wurde der Ortsname in Mlatkov / Mlatkow geändert. 1881 wurde die Jarošův-Mühle neu errichtet. Zum Ende des 19. Jahrhunderts war die Lohnarbeit in den Industriebetrieben von Boskovice, Svitávka und Blansko zum Haupterwerb der Bewohner geworden. Im Jahre 1900 hatte Mlatkov 263 Einwohner, 1910 waren es 235. Die Freiwillige Feuerwehr wurde 1903 gegründet. 1908 eröffnete in Skalice eine eigene Schule. Für 22.000 Kronen wurde 1914 ein neues Schulgebäude errichtet. Nach dem Ersten Weltkrieg zerfiel der Vielvölkerstaat Österreich-Ungarn, das Dorf wurde 1918 Teil der neu gebildeten Tschechoslowakischen Republik. Beim Zensus von 1921 lebten in den 47 Häusern von Mlatkov 277 Personen, darunter 271 Tschechen und zwei Deutsche. Seit 1924 führte die Gemeinde den Namen Mladkov. 1930 lebten in den 60 Häusern von Mladkov 303 Menschen. Ab 1932 übernahm eine Genossenschaft die Jarošův-Mühle und erweiterte sie 1948 um eine Bäckerei. Von 1939 bis 1945 gehörte Mladkov / Mlatkau zum Protektorat Böhmen und Mähren. Im Jahre 1939 begann der Bau der Reichsautobahn Wien–Breslau durch die Boskowitzer Furche; zu diesem Zweck wurde am westlichen Fuße der Skalka das Arbeitslager Heidelberg angelegt. Wegen des Zweiten Weltkrieges wurde der Autobahnbau 1942 eingestellt. 1950 lebten 273 Menschen in Mladkov. Im Zuge der Gebietsreform von 1960 wurde der Okres Boskovice aufgehoben und die Gemeinde dem Okres Blansko zugeordnet. Am 19. Mai 1968 wurde Mladkov nach Boskovice eingemeindet. Wegen rückläufiger Schülerzahlen wurde 1974 der Schulunterricht in Mladkov eingestellt. Im Jahre 2001 bestand das Dorf aus 88 Wohnhäusern, in denen 235 Menschen lebten.

## Ortsgliederung
Zu Mladkov gehört die Ortslage Slavíček (Heidelberg).
Der Ortsteil bildet den Katastralbezirk Mladkov u Boskovic.

## Sehenswürdigkeiten
- Kapelle auf dem Dorfplatz, errichtet 1863. Zum Ende des 19. Jahrhunderts wurden zwei Seitenflügel angebaut; der eine dient als Spritzenhaus, der andere wurde zunächst als Armenhaus genutzt und 1957 für das Wasserwerk umgebaut.
- Steinernes Kreuz, neben der Kapelle
- Steinernes Kreuz, am Haus Nr. 90
- Gedenkstein für die Gefallenen des Ersten Weltkrieges
- Grundmauern des Lagers Heidelberg